# Mohamed Tadjadit
Mohamed Tadjadit (محمد تجاديت en arabe), né le 9 janvier 1994 à Bab El Oued, est un militant politique algérien.

## Biographie

### Jeunesse
Issu d'une famille de chouhadas originaire du village Ihnouchene près d'Azzefoun, il naît le 9 janvier 1994 à Bab El Oued. Il passe ses première années à la Casbah d'Alger, fréquentant l'école primaire El Salam puis le CEM Zine El Abidine en 2008, qu'il quitte pour rejoindre le centre de formation professionnelle Ourida Medad de Soustara, où il obtient un diplôme de cuisine.
En parallèle de ses études, il est membre des Scouts musulmans algériens et de la troupe Al Chihab de Bab El Oued. Il exerce aussi des activités sportives comme le capoeira et le judo. Il est également passionné par l'histoire de l'Algérie durant la guerre d'Algérie. Il s'intéresse ensuite à la poésie populaire, obtenant un diplôme à Ain Taya. Il enregistre ensuite une partie de ses textes à l'Office national des droits d'auteur et des droits voisins.
Confronté à l'échec scolaire, à la pauvreté, il tente d'émigrer à l'étranger. Il arrive en Turquie en 2016, où il travaille à l'usine, avant de reprendre le bateau vers l'Ukraine 19 mois plus tard. Face au refus des autorités portuaires à l'accueillir, le bateau est bloqué pendant trois mois, puis l'Organisation internationale pour les migrations rapatrie les migrants vers leurs pays d'origine.

### Poète du Hirak
Lorsque le Hirak éclate, il s'engage au sein de celui-ci. Devenant le « poète du Hirak », il compose pour l'occasion des poèmes dans un langage populaire mêlant références historiques et appels au changement pacifique du régime politique. Devenu populaire dans les réseaux sociaux, il est cependant mis sous surveillance par les forces de sécurité.

### Emprisonnement
Arrêté le 11 novembre 2019 alors qu'il participe à un rassemblement organisé en soutien aux détenus du Hirak, il est condamné le 19 décembre à dix-huit mois de prison pour « atteinte à l’unité nationale ». Il est libéré le 2 janvier 2020 après avoir bénéficié d'une grâce présidentielle.
Il est de nouveau arrêté le 23 août au domicile familial à H'raoua pour « exposition à la vue du public de publications susceptibles de nuire à l'intérêt national » et « incitation à un attroupement non armé ». Comme de nombreux détenus, il fait face à des conditions de détention difficiles comme des repas de mauvaise qualité, à la limitation des visites au parloir dans un contexte de Covid-19, et à une surpopulation carcérale. Par ailleurs, les détenus, qui ne peuvent apporter de couffin, ne sont autorisés à dépenser qu'un maximum de 3000 DA par semaine en denrées non périssables dans un magasin de la prison. Alors que sa détention provisoire est prolongée, il débute alors une grève de la faim le 27 décembre 2020. Condamné en janvier 2021 à six mois de prison, dont quatre mois ferme, il est libéré.
Le 4 avril 2021, après avoir relayé sur Facebook le témoignage d'un adolescent accusant un policier d'abus sexuels durant son arrestation en marge d'une manifestation, il est inculpé pour « insulte à un fonctionnaire », « diffamation du pouvoir judiciaire », « publication de fausses nouvelles », « corruption de mineur » et . Il est condamné à deux ans de prison ferme le 29 mars 2022, peine réduite le 27 juillet en appel à seize mois. Sa peine purgée, il est libéré le 7 août. Sa détention est qualifiée d'arbitraire par le Groupe de travail sur la détention arbitraire, qui précise que lui et ses « co-accusés ont été arrêtés et condamnés pour des actes liés à leur droit à la liberté d'expression ».
Il est de nouveau arrêté le 24 octobre 2022, puis inculpé pour « publication d'informations mensongères », « exposition à la vue du public de publications susceptibles de nuire à l'intérêt national » et « incitation à l'attroupement non armé ». Il est placé en liberté provisoire le 6 novembre après avoir fait appel avec succès de son placement en détention provisoire.
Durant l'année 2023, il demeure victime de harcèlement et d'intimidation de la part des forces de sécurité, lui et sa maison familiale étant placés sous surveillance de manière permanente. Il est arrêté le 2 janvier 2023, le 4 avril et le 20 août, étant libéré provisoirement à chaque fois. Après avoir été inculpé en avril 2023 pour « exposition à la vue du public des publications susceptibles de nuire à l'intérêt national » et « incité à un attroupement non armé », il est condamné à six mois de prison le 18 juillet 2024. Amnesty International avait précédemment appelé les autorités à abandonner ces poursuites, arguant qu'il en va de sa liberté d'expression.
Il est de nouveau arrêté par la police en janvier 2024 au domicile familial,. Il est inculpé pour « apologie du terrorisme » et « utilisation des technologies de la communication pour soutenir les actions et les activités des organisations terroristes » pour avoir été en contact vers 2021 sur Messenger avec des membres de l'organisation Rachad, classée comme terroriste par l'Algérie après cette date, pour discuter d'une réforme du Code de la famille. Il lui est également reproché d'avoir critiqué la politique gouvernementale sur Facebook et TikTok. Il est emprisonné à la prison d'El Harrach. Il est ensuite libéré le 1er novembre 2024, après avoir bénéficié d'une grâce présidentielle à l'occasion du 70e anniversaire de la Déclaration du 1er novembre 1954.
En janvier 2025, il est arrêté puis condamné à cinq ans de prison pour « incitation à la haine sur les réseaux sociaux » pour avoir relayé un hashtag critiquant le pouvoir algérien,. En mars 2025, l'influenceur Doualemn (دوالمن de son vrai nom Boualem Naman, بوعلام نعمان en arabe) est condamné à cinq mois de prison avec sursis par le tribunal correctionnel de Montpellier pour avoir appelé à donner une « correction sévère » à Tadjadit. Le 22 mai 2025, la peine de Tadjadit est réduite à un an de prison ferme en appel.